# Dickens - L'uomo che inventò il Natale
Dickens - L'uomo che inventò il Natale (The Man Who Invented Christmas) è un film del 2017 diretto da Bharat Nalluri.
La pellicola è l'adattamento cinematografico dell'omonimo romanzo del 2008 di Les Standiford, a sua volta ispirato al celebre romanzo Canto di Natale di Charles Dickens.

## Trama
Nell'ottobre 1843 Charles Dickens soffre del fallimento commerciale dei suoi ultimi tre libri (Martin Chuzzlewit, Barnaby Rudge e Note americane). Rifiutato dai suoi editori, in sei settimane di ardente ispirazione si avvia a scrivere ed autoprodurre un libro che sperava avrebbe tenuto a galla la sua famiglia e rilanciato la sua carriera, Canto di Natale.

## Produzione
Le riprese del film sono iniziate il 22 dicembre 2016.

## Promozione
Il primo trailer del film viene diffuso il 5 settembre 2017, mentre il trailer italiano il 13 novembre dello stesso anno.

## Distribuzione
La pellicola è stata distribuita nelle sale cinematografiche statunitensi a partire dal 22 novembre 2017, ed in quelle italiane dal 21 dicembre seguente.

## Riconoscimenti
- 2017 - Heartland Film
  - Miglior film
- 2018 - Saturn Award[4]
  - Candidatura per il miglior film internazionale